# Богдашовиці
Богдашовиці (пол. Bogdaszowice) — село в Польщі, у гміні Конти-Вроцлавські Вроцлавського повіту Нижньосілезького воєводства.
Населення — 505 осіб (2011).
У 1975-1998 роках село належало до Вроцлавського воєводства.

## Демографія
Демографічна структура станом на 31 березня 2011 року:
|          | Загалом | Допрацездатний вік | Працездатний вік | Постпрацездатний вік |
| -------- | ------- | ------------------ | ---------------- | -------------------- |
| Чоловіки | 239     | 62                 | 152              | 25                   |
| Жінки    | 266     | 54                 | 175              | 37                   |
| Разом    | 505     | 116                | 327              | 62                   |